# Battaglia di Lerici
La battaglia di Lerici è stato un episodio militare legato alla campagna d'Italia della sesta coalizione, svoltosi il 25 marzo 1814 tra una piccola guarnigione francese e un corpo di spedizione britannico. Si concluse con la vittoria dei britannici.

## Storia

### Contesto bellico
Dopo la conquista di Sarzana il 23 marzo 1814, la Coalizione intendeva attraversare il Magra per puntare su La Spezia. Poiché l'attraversamento del fiume era presidiato dalle truppe francesi comandate dal generale Jean Victor Rouyer, alle 03:00 del 25 marzo il maggior generale Henry Tucker Montresor inviò il luogotenente colonnello Roberto Travers a Sarzana con un'avanguardia per raggiungere Santo Stefano e da lì attraversare il Magra, guadare il Vara e aggirare il nemico alla sua sinistra, mentre all'altezza di Sarzana la colonna britannica si mobilitava con la copertura della brigata di fucilieri del maggiore Pym. 

I francesi per evitare di essere accerchiati si ritirarono, ma mantennero momentaneamente le loro posizioni fortificate sulla riva destra del Magra. Pertanto, alla Coalizione era necessaria la conquista di Lerici per assestare un duro colpo alle forze napoleoniche.

### Battaglia
Quello stesso 25 marzo il capitano George Heneage Lawrence Dundas arrivò al largo di Lerici con la Edinburgh e la Swallow per appoggiare il movimento delle truppe di Montresor verso le batterie francesi e distruggerle. Fu seguito dall'ammiraglio Josias Rowley con la sua squadra, composta dalla Aboukir, la Iphigenia, la Furieuse e la Cephalus. 

Un gruppo di francesi tentò di riconquistare il castello, ma il capitano Dundas ordinò lo sbarco dei suoi incursori, anticipando in questo modo il nemico. Le navi britanniche aprirono il fuoco sul comune e lo scontro durò molte ore. Alla fine le forze napoleoniche, sotto la pressione delle forze della Coalizione, dovettero ritirarsi da Lerici.

### Conseguenze
La mattina seguente la battaglia, il 26 marzo 1814, una delegazione degli abitanti di La Spezia salì a bordo delle navi britanniche e informò Rowley che durante la notte i francesi avevano abbandonato la città e tutti i presidi del golfo, tranne la Fortezza di Santa Maria la cui guarnigione era decisa a resistere. Quello stesso giorno i britannici entrarono a La Spezia e la sera cominciò l'assedio della fortezza, che sarebbe capitolata soltanto il 31 marzo.